# Смолин (Яворівський район)
Смо́лин (пол. Smolin) — село в Яворівському районі Львівської області. Населення становить 776 осіб. Орган місцевого самоврядування  — Яворівська міська рада.

## Історія
Смолин — колись велике село у межах посади любачівського старости, на південному передпіллі Розточчя. Існувало вже в XV столітті (згадка серед масиву перших писемних документів — у 1423 р.), а в наступному столітті переживало період розвитку. В той час була в селі самостійна парафія східного обряду. На присілку Ямниці, в західній частині села був також василіанський монастир. Цей, однак "через вогонь і пожежу знищений", відродився лише на початку XVII століття. У 1615 році король Сигизмунд III підтвердив монахам їх привілеї. Великою особистістю монастиря Смолинського був о. Йов Ямницький, який був по черзі засновником і першим ігуменом монастирів в Верхраті (1678 р.) і у Крупці під Наролем (близько 1680 р.), де також закінчив своє життя. Монастир ямницький відігравав важливу роль в регіоні. Його благодійником був о. Василь Васидевич з Радружа, а ним опікувалися міщани з сусіднього Потелича. Незважаючи на це, в 1765 році смолинська обитель була ліквідована шляхом приєднання до монастиря у Верхраті.
Смолин не оминули події, пов'язані з татарськими наскоками у XVII столітті. Напевно в той час, в результаті так званої "туреччини", пропали права церкви. Нові привілеї виставив в 1670 році Войтех Гостомський, орендар села. Цей документ підтвердив король Михайло Корибут Вишньовецький в 1671 році. Рік пізніше, в результаті чергового татарського наскоку, церковні повторні акти були знищені. Село опинилося на трасі кінних загонів боротьби гетьмана Собєського з татарами, яка закінчилася погромом ординців під Немировом. Після закінчення періоду воєн "Духовні Смолинські конфірмації Найяснішого Короля Яна Третього суб дата в Яворові 15 вересня 1680 отримали". Король підтвердив також документ, виставлений через Францішка Сулімовського — смолинського орендаря.
У 1783 р. на східному краю села закладено німецьку сільськогосподарську колонію Дойч-Смолин (нім. Deutsch-Smolin) за програмою Йосифинської колонізації. Станом на 1808 р. у Смолині проживав 61 протестант. Натомість у західній частині села був фільварок після продажу колишньої королівщини австрійським урядом на початку XIX століття. Після II світової війни ця частина Смолина залишилася на території Польщі .
Відповідно до «Географічного словника Королівства Польського» в 1889 р. село знаходилось у Равському повіті Королівства Галичини та Володимирії Австро-Угорщини, гміна складалася з села Смолин і колонії Смолин Німецький, село включало присілки (хутори) Пруси, Бардинський, Засилець, Рошки, Титуси, Карпи, Ямниця, Солтиси, Салаші, У Лузі, Рушин, Ушивець, Борочак, Діброва, Пилипи і Смолинські Шувари. У 1880 р. в селі були 301 будинок і 1735 мешканців, а також 5 будинків і 34 жителі на землях фільварку, загалом у Смолині були 306 будинків і 1769 мешканців (19 римо-католиків, 1616 греко-католиків, 40 юдеїв і 94 — інших визнань; 1631 українець, 3 поляки, 135 німців).
На 01.01.1939 в селі проживало 3260 мешканців (2940 українців-грекокатоликів, 90 українців-римокатоликів, 10 поляків, 70 юдеїв і 150 німців). Село входило до ґміни Врублячин Равського повіту Львівського воєводства Польщі. Німців у 1940 р. виселили до Вартеґав за програмою Додому в Рейх.
В кінці травня 1944 року поблизу села німці проводили антипартизанську операцію проти сотні УПА "Месники".
На території села у радянські часи знаходилась центральна садиба колгоспу "Авангард" із 1968 гектарами орної землі.

## Населення

### Мова
Розподіл населення за рідною мовою за даними :
| Мова       | Кількість | Відсоток |
| ---------- | --------- | -------- |
| українська | 775       | 99.87%   |
| російська  | 1         | 0.13%    |
| Усього     | 776       | 100%     |

## Церква
Православна
Найдавніші згадки про місцеву православну церкву зустрічаються в документах 1564-1565 рр. У 1753 р.,громадою на її місці збудовано інший храм (сьогодні належить греко-католицькій громаді). Храм 1753 р. реконструйований, як і з зовнішньої, так і з внутрішньої сторони 
6 жовтня православною громадою було закладено фундамент каплиці  Івана Злотоустого. ЇЇ освячено 26 листопада 1995 року. Пізніше побудована дзвіниця (1996 році).  13 липня 1994 року розпочато будівництво нового храму Вознесіння Господнього (освячений 15 липня 2007 року ). .
Католицька східного обряду
Теперішня церква Преображення Господнього стоїть на місці декількох попередніх православних церков, збудована в 1753 році з фонду сільської громади. Була парафіяльною церквою Любачівського деканату (з 1920 р. — Немирівського деканату) Перемишльської єпархії. До її перебудови в 1866 році використано матеріал із розібраної монастирської каплиці. Всередині святині знаходиться також давній монастирський іконостас, датований кінцем XVII або І половиною XVIII століття. Святиня межує з кладовищем, на якому є надгробні пам'ятники з бруснинського каменярського осередку (XIX-XX ст.).
У 1831 р. в парафії було 1910 греко-католиків.
У 1939 р. в парафії нараховувалось 2710 греко-католиків — належали до Немирівського деканату Перемишльської єпархії.

## Відомі люди
Народилися:
- о. Антоній (Федір-Теодор) Масюк — відомий ієромонах Чину св. Василія Великого у часи підпілля УГКЦ та роки незалежності України.
- Твардовський Василь Васильович — український педагог, фольклорист, краєзнавць.
- Ян Андрушевський  польський лікар та письменник, похований у Немирові